# 루마니아의 역사
이 문서는 루마니아의 역사를 기술한다.
루마니아는 1859년 몰다비아 왈라키아 연합공국의 동군 연합을 통해 성립되었다. 1866년부터 공식적으로 루마니아라는 이름을 가진 새로운 국가는 1877년 오스만 제국으로부터 독립을 쟁취했다. 제1차 세계 대전 중 루마니아는 1914년 중립을 선언한 후 1916년부터 연합국과 함께 싸웠다. 전쟁 이후 부코비나, 베사라비아, 트란실바니아, 바나트, 크리샤나, 마라무레슈의 일부가 루마니아 왕국의 일부가 되었다. 1940년 6월~8월 몰로토프-리벤트로프 조약과 제2차 빈 상 협정의 결과로 루마니아는 베사라비아와 북부 부코비나를 소련에, 북부 트란실바니아를 헝가리에 양도해야 했다. 1940년 11월 루마니아는 3국 동맹 조약에 서명하였고, 그 결과 1941년 6월에는 추축국 측에서 제2차 세계 대전에 참전하여 소련과 싸웠으며, 1944년 8월 연합군에 가담하여 북부 트란실바니아를 회복했다.
붉은 군대의 점령 이후 루마니아는 사회주의 공화국이 되었고 바르샤바 조약의 회원국이 되었다. 1989년 혁명 이후 루마니아는 민주주의와 시장 경제로의 전환을 시작했다.